# Alex Neustaedter
Alexander Francis Neustaedter (Kansas, 29 de marzo de 1998) es un actor estadounidense, reconocido por su participación en la serie de televisión Colony, donde interpreta el papel principal de Bram Bowman. En 2021 interpretó a Eddy Lucks en la película de suspenso La apariencia de las cosas, estrenada en la plataforma Netflix en abril.

## Filmografía

### Cine
| Año  | Título                     | Papel          | Notas |
| ---- | -------------------------- | -------------- | ----- |
| 2009 | Deerhunter                 | Prisionero     | Corto |
| 2009 | Albino Farm                | Samuel         |       |
| 2010 | Last Breath                | Caleb Johnson  |       |
| 2012 | Charlie                    | Kevin          | Corto |
| 2013 | Frame of Mind              | Keith Arbor    | Corto |
| 2015 | Let Go                     | Jacob Elliot   | Corto |
| 2016 | Ithaca                     | Homer Macauley |       |
| 2016 | Shovel Buddies             | Jimmy          |       |
| 2017 | Walking Out                | Cal            |       |
| 2017 | The Tribes of Palos Verdes | Alex           |       |
| 2018 | A.X.L.                     | Miles Hill     |       |
| 2018 | American Woman             | Tyler Hanrick  |       |
| 2019 | Josie & Jack               | Jack           |       |
| 2019 | Low Tide                   | Red            |       |
| 2021 | Things Heard and Seen      | Eddy Vayle     |       |

### Televisión
| Año       | Título                 | Papel          | Notas        |
| --------- | ---------------------- | -------------- | ------------ |
| 2013      | Agents of S.H.I.E.L.D. | Christian Ward | 1 episodio   |
| 2016–2018 | Colony                 | Bram Bowman    | 33 episodios |

### Videoclips
| Año  | Canción               | Artista          | Notas    |
| ---- | --------------------- | ---------------- | -------- |
| 2011 | "Busy Bein' Born"     | Middle Class Rut | Invitado |
| 2012 | "Slaves to Substance" | Suicide Silence  | Invitado |
| 2014 | "I Bet My Life"       | Imagine Dragons  | Invitado |